# Tore Milsett
Tore Milsett (nascido em 23 de abril de 1944) é um ex-ciclista norueguês de ciclismo de estrada.
Competiu nos Jogos Olímpicos de Verão de 1968 na Cidade do México, onde terminou na quinta posição nos 100 km contrarrelógio por equipes com a equipe norueguesa que consistiu de Thorleif Andresen, Ørnulf Andresen, Leif Yli e Milsett. Foi campeão norueguês de estrada em 1967 e 1968.